# Marie-Louise Danielsson-Tham
Marie-Louise Viola Danielsson-Tham, född Danielsson den 5 juli 1947 i Mariestad, är en svensk veterinär och professor i livsmedelshygien vid Grythytte akademi, en del av Örebro universitet. 
Marie-Louise Danielsson-Tham erhöll veterinärmedicine doktorsgrad 1977 då hon disputerade vid Sveriges lantbruksuniversitet (SLU) med en avhandling om Salmonella i avloppsvatten och slam. Hon blev 1978 docent vid Kungliga Veterinärhögskolan under SLU och var 1979–2005 professor i livsmedelshygien vid samma lärosäte. 2006 blev hon professor i livsmedelshygien vid Grythytte akademi. Hon har författat flera läroböcker om livsmedelshygien och har även skrivit om livsmedelsmikrobiologi och matförgiftningar.
I en debattartikel i Dagens Nyheter 2008 försvarade hon tillsatser i livsmedel.
Danielsson-Tham invaldes 1997 som ledamot av Kungl. Skogs- och Lantbruksakademien. Hon har varit programledare för Rent hus på TV4 2008–2009 och är programledare för Sveriges städmästare på SVT 2014. Hon är gift sedan 1979 med professor Wilhelm A. Tham.

### Fotnoter
1. ↑  Danielsson-Tham, Marie-Louise (1977) (på engelska). Salmonella in sewage and sludge: serological profiles of isolates, their removal and/or survival in relation to potential health hazards to man and animals = [Salmonella i avloppsvatten och slam] : [förekomst och överlevnad i relation till risker för människor och djur]. Acta veterinaria Scandinavica. Supplementum, 0065-1699 ; 65. [Uppsala]: [Sveriges lantbruksuniv.]. Libris 7600575. ISBN 91-7088-777-2
2. ↑  Danielsson-Tham, M-L (2008), "Utan tillsatser i maten riskerar vi att dö", Dagens Nyheter 14 december 2008